# 斯塔克 (堪薩斯州)
斯塔克（英語：Stark）是一个美國城市，位於堪萨斯州尼欧肖县。根據2010年人口普查，當地人口為72人。

## 地理
斯塔克位于37°41′23″N 95°8′37″W / 37.68972°N 95.14361°W (37.689592,-95.143573)。根据美国人口普查局，该城市的总面积為0.17平方英里（0.44平方）。

### 2010年人口普查
根據2010年的人口普查，當地人口有72人，有39个家庭，其中25个家庭居住在城市。人口密度為每平方英里有423.5人。